# チョン・ヘイン
チョン・ヘイン（朝: 정 해인、1988年4月1日 - ）は、韓国の俳優・モデル。ソウル特別市出身。FNCエンターテインメント所属。

## 人物
両親はともに医師で父は眼科医、母は病理科医である。兄弟は7歳下の弟がいる。祖先には李氏朝鮮時代の儒学者、丁若鏞がおり直系6代目の子孫にあたる。
2018年、『よくおごってくれる綺麗なお姉さん』で年下男子を演じたのをきっかけにブレイクを果たし、"国民的年下彼氏"と呼ばれるようになる。

## 来歴

### デビュー前
生命工学を志願し大学入試を受けた直後にスカウトされ、それがきっかけで進路を変え平澤大学校の演劇演芸科に進学。大学在学中の21歳の時に軍に入隊し、2.5tの軍用トラックを運転する師団長運転兵を務めた。

### デビュー後
兵役を終えたあとに26歳でデビューした。2013年、AOA「MOYA」のミュージックビデオに出演。2014年にドラマ『百年の花嫁』（朝鮮放送）で俳優デビューを果たした。2014年から2016年まで様々なドラマにカメオ出演し、2016年から2017年に放送され社会現象を起こしていた『トッケビ～君がくれた愛しい日々～』にも出演した。

### 2017年 - 現在
2017年、ファンタジーロマンスシリーズ『あなたが眠っている間に』に出演し人気を得た。放送中、韓国のポータルサイトNaverで検索数1位になった。2018年、ソン・イェジンとともに恋愛ドラマ『よくおごってくれる綺麗なお姉さん』で初の主演を務めた。ドラマの放送後、アジアで人気が高まった。2018年後半、キム・ゴウンとともに恋愛映画『ユ・ヨルの音楽アルバム』に出演した。2019年、若者映画『スタートアップ！』に出演した。日本では2020年に公開された。同年恋愛ドラマ『ある春の夜に』で主演を務めた。
2020年、恋愛ドラマ『半分の半分』で主演を務めたが視聴率が伸び悩んだ。
2021年 - 2022年放送の『スノードロップ』で主演し、北朝鮮の工作員を演じた。

## 出演

### テレビドラマ
- 百年の花嫁（2014年、TV朝鮮） - チェ・ガンイン 役[9]
- 三銃士（2014年、tvN） - アン・ミンソ 役[10]
- ディア・ブラッド～私の守護天使（2015年、KBS） - チュ・ヒョヌ 役[11]
- 恋のスケッチ〜応答せよ1988〜（2015年-2016年、tvN） - ホヨン 役（カメオ出演）
- これが人生！ケ・セラ・セラ（2016年、SBS） - ユ・セジュン 役
- ハイクラス〜私の1円の愛〜（2016年、MBC） - タク 役[12]
- トッケビ〜君がくれた愛しい日々〜（2016年、tvN） - チェ・テヒ 役[13]
- あなたが眠っている間に（2017年、SBS） - ハン・ウタク 役[14]
- 刑務所のルールブック（2017年-2018年、tvN） - ユ・ジョンウ 役[15]
- よくおごってくれる綺麗なお姉さん（2018年、JTBC） - 主演：ソ・ジュニ 役[16]
- ある春の夜に（2019年、MBC） - 主演：ユ・ジホ 役[17]
- 半分の半分 〜声で繋がる愛〜（2020年、tvN） - 主演：ムン・ハウォン 役[18][19]
- D.P. -脱走兵追跡官-（2021年、Netflix） - 主演：アン・ジュノ 役[20]
- スノードロップ（2021年、JTBC）- 主演：イム・スホ 役[21]
- コネクト（2022年、Disney+） - 主演：ハ・ドンス役[22]
- D.P. -脱走兵追跡官-2（2023年、Netflix） - 主演：アン・ジュノ役[23]
- となりのMr.パーフェクト（2024年、tvN）-主演：チェ・スンヒョ役

### 映画
- レディアクション 4つの青春「訓練所へ向かう道」（2014年） - 主演：パク・マンチェ 役
- チャンス商会～初恋を探して～（2015年） - キム・ソンチル（青年期） 役
- The Moon of Seoul（原題：서울의 달）（2016年） - 主演：チピョン 役 ※短編
- 王様の事件手帖（2017年） - フグン 役
- 逆謀－反乱の時代（2017年） - 主演：キム・ホ 役[24]
- 王の預言書（2018年） - 憲宗 役[25]
- ユ・ヨルの音楽アルバム（原題：유열의 음악앨범）（2019年） - 主演：チャ・ヒョヌ 役[26][27]
- スタートアップ!（原題：시동）（2019年） - サンピル 役[28]
- P1H: 新しい世界の始まり（2020年）- ハン 役[29]
- UNFRAMED／アンフレームド（原題：언프레임드）（2021年）-　『ブルーハピネス』編　主演：チャニョン役[30]
- ソウルの春（2023年） - オ・ジノ（金五郎がモデル） 役
- ベテラン 凶悪犯罪捜査班（2024年）

### バラエティ
- パプブレスユー（2018年、O’live TV）[31]
- セクションTV芸能通信（2018年、MBC）[32]
- 熊（2019年、MBC）- ナレーション[33]
- ハッピートゥゲザー4（2019年、KBS 2TV）[34]
- Begin Again3（2019年、JTBC）[35]
- チョン・ヘインの歩み報告書（2019年11月26日 - 、KBS2）[36]
- SBSテレビ芸能（2020年、SBS）[37]
- 車輪のついた家（2021年、tvN）[38]

### ラジオ
- 2時脱出「Cultwo Show」（2019年、SBSパワーFM）[39]
- パク・ソニョンのシネタウン（2019年、SBSパワーFM）[40]
- イ・ヒョヌの音楽アルバム（2019年、KBSクールFM）[41]
- パク・ソニョンのシネタウン（2019年、SBSパワーFM）[42]
- 僕たちの出会い（2020年、MEVER NOW.）[43]

### 広告
- 2014年 サーティワンアイス
- 2014年 サムスン
- 2015年 KB国民カード
- 2015年 LG＋
- 2016年 EVISU
- 2017年 マリーワイル237
- 2017年 コルピン（with ソ・ヒョンジン）
- 2018年 JILLSTUART アクセサリー（with チョン・チェヨン）[44]
- 2018年 JILLSTUART シャツ[45][46]
- 2018年 フレンチカフェロスバッテリー
- 2018年 ピングレ
- 2018年 スプライト[47]
- 2018年 KGC人参公社[48]
- 2018年 DEWYTREE[49]
- 2018年 三星火災[50]
- 2018年 現代百貨免税店（with ユナ）[51]
- 2018年 VOLVO KOREA[52]
- 2018年 G9[53]
- 2018年 JILLSTUART ACCESSORY[54]
- 2018年 K2[55]
- 2018年 Mind Bridge（with ソリョン）[56]
- 2019年 AND Z[57]
- 2019年 NH農協銀行
- 2020年 PURADAK CHICKEN[58]
- 2020年 AND Z[59]
- 2021年 JMsolution[60]
- 2021年 KODAKアパレル[61]

### ミュージック・ビデオ
- AOA「MOYA」（2013年）

## 広報大使
- 「VOLVOXC40（The New Volvo XC40）」（2018年）[62]

## イベント

### ファンミーティング
- 2018年7月28日『SMILE』[63]
- 2018年12月11日『チョン・ヘイン 1st FAN MEETING IN JAPAN』[64]
- 2018年12月16日『チョン・へイン 1st FAN MEETING IN JAPAN』[65]
- 2019年3月20日『初恋』[66]
- 2019年9月13日『Jung Haein 2019 Official Fan Meeting in Japan “Haeinstagram”』[67]
- 2023年9月30日『2023 JUNG HAE IN FANMEETING IN JAPAN ～ THE 10TH SEASON ～』

### 合同イベント
- 2022年12月17・18日『2022 FNC KINGDOM - STAR STATION -』
- 2023年12月16・17日『2023 FNC KINGDOM-The Greatest Show-』

## 雑誌
- 「THE STAR」2014年12月号[68]
- 「@star1」2014年12月号[69]
- 「THE CELEBRITY」2016年8月号[70]
- 「韓国ぴあ」2018年8月号[71]
- 「W KOREA」2018年8月号[72]
- 「@star1」2018年11月号[73][74]
- 「ARENA Homme+」2018年12月号[75]
- 「韓国ぴあ」2019年2月号[76]
- 「haru*hana」57号（2019年1月30日発売）[77]
- 「W KOREA」2019年3月号[78][79][80]
- 「ELLE」2019年8月号[81]
- 「marie claire」2019年9月号 with キム・ゴウン[82]
- 「DAZED」2021年2月号[83]
- 「VOGUE KOREA」2021年3月号 with ユナ（少女時代）[84]
- 「Allure Korea」2021年7月号[85]
- 「GQ KOREA」2021年12月号[86]
- 「Harper's BAZAAR」2021年12月号[87]
- 「DAZED」2022年6月号[88]

## 受賞とノミネート

### 受賞
- 2016年「第24回SBS演技大賞 新人賞」（『これが人生！ケ・セラ・セラ』）
- 2018年「第13回Soompi Awards ライジングスター賞」（『あなたが眠っている間に』）
- 2018年「第54回百想芸術大賞 人気賞」（『刑務所のルールブック』）[89][90]
- 2018年「第6回APANスターアワード ミニシリーズ部門 優秀演技賞」（『よくおごってくれる綺麗なお姉さん』）[91]
- 2018年「第6回APANスターアワード 男性Kスター人気賞」（『よくおごってくれる綺麗なお姉さん』）[92][93]
- 2018年「第2回ソウルアワード ドラマ部門 男性人気賞」（『よくおごってくれる綺麗なお姉さん』）[94]
- 2018年「第2回ソウルアワード 韓流アーティスト賞」（『よくおごってくれる綺麗なお姉さん』）[95][96]
- 2018年「第3回Asia Artist Awards ベストエモーティブ賞」[97]
- 2018年「第3回Asia Artist Awards アジアトレンド賞」[98]
- 2018年「第3回Asia Artist Awards 今年のアーティスト賞」[99]
- 2019年「第4回Asia Artist Awards 最高のアイコン」[100]
- 2019年「第4回Asia Artist Awards 俳優部門AAAポテンシャル」[101]
- 2019年「大韓民国ベストスター賞 最優秀新人賞」（『ユ・ヨルの音楽アルバム』）
- 2019年「第10回大韓民国大衆文化芸能大賞 文化体育観光部大臣大賞」[102][103]
- 2019年「第19回MBC演技大賞 水木ドラマ部門最優秀俳優賞」（『ある春の夜に』）[104]
- 2019年「ロンドン東アジア映画祭 人気賞」（『ユ・ヨルの音楽アルバム』）[105]
- 2020年「第56回大鐘賞 最優秀新人賞」（『ユ・ヨルの音楽アルバム』）[106]

### ノミネート
- 2017年「第25回SBS演技大賞 水木ドラマ部門優秀俳優賞」（『あなたが眠っている間に』）
- 2018年「第13回Soompi Awards 男性部門最優秀俳優賞」（『あなたが眠っている間に』）
- 2018年「第2回ソウルアワード ドラマ部門最優秀新人俳優賞」（『よくおごってくれる綺麗なお姉さん』）
- 2019年「第14回Soompi Awards 今年の男性演技賞」（『よくおごってくれる綺麗なお姉さん』）
- 2019年「第14回Soompi Awards ベストカップル賞」with ソン・イェジン（『よくおごってくれる綺麗なお姉さん』）
- 2019年「第19回MBC演技大賞 大賞」（『ある春の夜に』）
- 2019年「第40回青龍映画賞 最優秀新人俳優賞」（『ユ・ヨルの音楽アルバム』）[107]
- 2020年「第56回百想芸術大賞 映画部門最優秀新人俳優賞」（『ユ・ヨルの音楽アルバム』）[108]
- 2020年「第25回春史映画芸術賞 最優秀新人俳優賞」（『ユ・ヨルの音楽アルバム』）
- 2020年「第29回釜山映画祭 最優秀新人俳優賞」（『ユ・ヨルの音楽アルバム』）[109]
- 2022年「第58回百想芸術大賞 最優秀俳優賞」（『D.P. -脱走兵追跡官-』）[110]